# Basilique Saint-Andoche de Saulieu
La basilique Saint-Andoche de Saulieu est une église de type roman située à Saulieu, dans le département de la Côte-d'Or (Bourgogne-Franche-Comté). Elle a été construite à partir de la fin du XIe siècle sur un plan clunisien.

## Histoire de la basilique Saint-Andoche

### Les prémices de l'actuelle basilique
La basilique actuelle a été construite sur les ruines d'autres édifices religieux antérieurs situés sur le lieu probable de conservation des reliques de trois martyrs chrétiens du IIe siècle, Andoche de Saulieu, Thyrse d'Autun et Félix de Saulieu. Compagnon de saint Bénigne de Dijon et disciple de saint Polycarpe de Smyrne, Andoche aurait été tué avec ses compagnons en 177 par les Romains, sur la route de Saulieu (Sedelocus), date à laquelle l'empereur romain Marc Aurèle fit escale dans la ville. Faustus accompagné de son fils Symphorien auraient alors mis leurs corps à l'abri dans un sarcophage en marbre de Carrare, puis les auraient clandestinement inhumés dans la crypte de saint Andoche. Très rapidement un culte est rendu aux restes des martyrs, attirant de nombreux pèlerins et fidèles qui viennent vénérer les reliques,.
Dans un petit creux souterrain près du lieu de leur martyre, leurs reliques auraient été conservées et seraient devenues lieu de pèlerinage dès leur martyre. En 306, une première église est construite, qui porte déjà le titre de basilique si l'on en croit le testament d'un abbé de Flavigny et Saulieu, Vandérade, qui en 706 lègue ses biens à la « basilique » Saint-Andoche de Saulieu[réf. nécessaire] (do ad basilicam sancti Andochii).
La première basilique est un lieu de pèlerinage fréquenté, y compris par Clovis, Colomban, le roi de Bourgogne Gontran et Brunehaut.
En 447, l'évêque d'Auxerre, saint Germain, vint vénérer les reliques de la basilique alors qu'il se rendait à Ravenne en Italie. Au début du VIIIe siècle, l'abbé franc Guiré, aussi appelé Widrad de Flavigny, fondateur de l'abbaye de Flavigny, fit don d'une grande partie de ses biens à cette dernière. Dans son testament daté de 722 et rédigé à Semur-en-Auxois, on trouve la mention d'une basilique située à Saulieu, abritant les corps des trois martyrs. Il lèguera à la basilique certaines de ses terres en Auxois, en Avallonnais et en Nivernais, ainsi que des biens matériels.
En remerciement, les moines bénédictins de l'abbaye, dont leur présence au sein de celle-ci est attestée par le testament de Guiré, accordèrent à ce dernier le titre de fondateur de l'abbaye, et il devint ainsi l'abbé de Saulieu,.
En 747, une attaque des Sarrasins provoque la première ruine de l'église, ainsi que d'une grande partie de la cité. Charlemagne finance la reconstruction de l'église, qui perd son titre de basilique pour prendre celui d'« église royale » de Charlemagne.
L'église carolingienne est ruinée par les guerres et les pillages des IXe et Xe siècles. Pendant la première partie du XIe siècle, elle est en ruines. Mais, les XIe et XIIe siècles sont des périodes de consécration pour la basilique. C'est à l'évêque Étienne Ier de Baugé, que revient véritablement la charge de la basilique. Il fut nommé abbé de Saulieu en 1112, et engagea de grandes reconstructions : c'est lui qui fit construire l'église Saint Andoche, réduction du modèle clunisien, avec un plan simplifié et sobre. En 1119, c'est Gui de Bourgogne, archevêque de Vienne, élu pape sous le nom de Calixte II, qui porte son attention sur l'église Saint-Andoche : il procède à la translation des reliques des trois saints martyrs du sarcophage présent dans la crypte, jusqu'au grand autel de l'église. Aux alentours de 1139, l'évêque d'Autun installe un chapitre dans la ville de Saulieu, prenant ainsi le titre d'abbé et de comte de Saulieu. Il fait alors de l'église abbatiale une église collégiale,.

### Construction de l'édifice roman

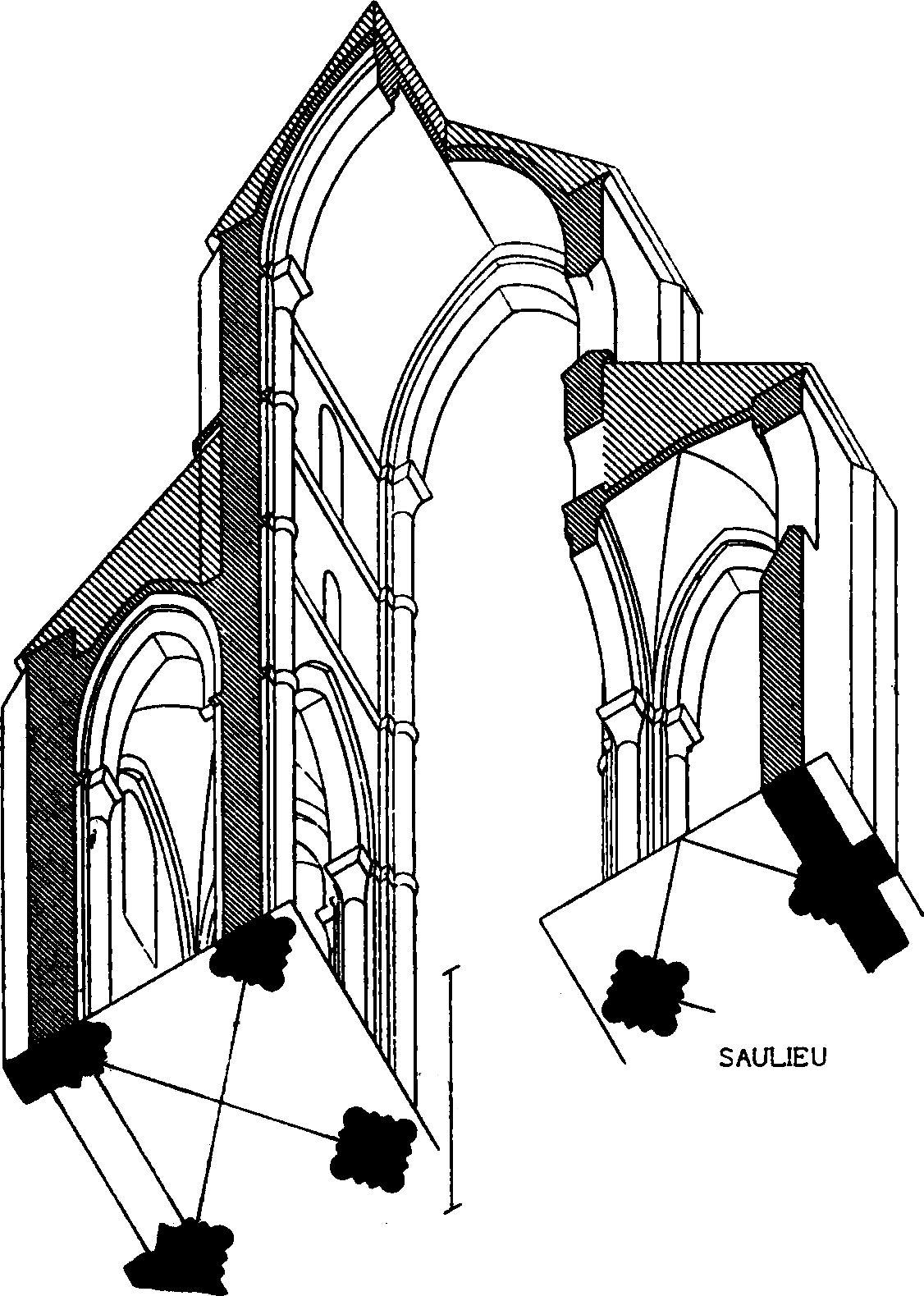
Nefs de la basilique romane selon Auguste Choisy, 1899.

La basilique est construite très rapidement et en continu. Le 21 décembre 1119, elle est consacrée par le pape Calixte II, lui-même d'origine bourguignonne. La basilique est alors un grand édifice de 65 à 70 m de long et 25 m de large. Elle est construite sur un plan classique en croix latine à trois nefs, un transept, un vaste sanctuaire entouré d'un déambulatoire orné d'abside et de chapelles rayonnantes. Au narthex s'élèvent deux hautes tours carrées.
La façade de la basilique comprend le mur pignon de la nef, surmonté d'un petit fronton triangulaire percé de trois baies en plein cintre, encadrée des deux tours, ainsi qu'un portail dont le tympan sculpté est décoré. Les tours de la basilique sont de hauteurs inégales et témoignent de conceptions différentes : la tour sud est à deux niveaux, coiffée d'un toit quadrangulaire à tuiles plates, alors que la tour nord contient trois étages et est surmontée d'un dôme de plomb avec un lanternon. La façade est très sobre, voire austère, puisqu'elle ne comporte aucune ornementation sculpturale embellissante, mais simplement de légers décors discrets tels les modillons, aussi appelés corbelets bourguignons. La pierre utilisée pour la confection de Saint-Andoche, est typique de la région : du calcaire hettangien (ou lumachelle), qui avec le temps prit cette teinte grise responsable de l'aspect sévère de la basilique.
Sa nef est un des seuls rares témoignages qui nous soit parvenu de la période romane, même si elle fut quelquefois modifiée au cours des siècles, principalement lors de restaurations exécutées au XIXe siècle. Cette nef, conçue sur le modèle de Cluny, est typique du style dit roman bourguignon. Elle possède six travées, établies sur trois niveaux différents : de grandes arcades brisées à double rouleau ; un triforium aveugle, muni d'arcatures en plein cintre, encadrées par des pilastres à chapiteaux moulurés ; et tout en haut, une baie en plein cintre. Les voûtes qui rythment cette nef sont typiques du style de l'époque dans la région : elles sont en berceau brisé, tel que nous pouvons également en observer dans l'église de l'abbaye de Fontenay.
Ces voûtes rappellent quelque peu des inspirations orientales, tout en annonçant la venue du gothique. Les voûtes d'arêtes présentes dans la nef, quant à elles, sont formées par des voûtes en berceau brisé qui retombent sur des piliers. Ouvrant sur les bas-côtés, les importants piliers de la nef qui composent les travées, portent les grandes arcades et sont composés d'un noyau cruciforme flanqué de demi colonnes engagées.
Les bas-côtés eux sont voûtés d'arêtes et prennent appui sur des piliers qui supportent des arcs-doubleaux transversaux. Au nord, de petites baies plein cintre viennent rythmer les travées, dont deux seulement subsistent. De chaque côté, les bas-côtés se terminent par une petite chapelle orientée : au nord celle de la Vierge Marie et au sud celle de Saint-Joseph.

### Périodes de troubles
Au cours de la guerre de Cent Ans, Saulieu est située dans des zones de batailles et de combats entre Anglais, Bourguignons et Français. Saulieu est assiégée par les Anglais en 1359 et en pénétrant dans la ville, ils incendient la basilique. Les toitures brûlent, les cloches fondent et les clochers s'effondrent au cours de l'incendie. De la croisée du transept au sanctuaire, toute la partie orientale de la basilique est détruite. Ne restent debout que les trois nefs.
Durant les siècles suivants, la basilique n'a jamais réellement été rebâtie. Entre le XVe et le XVIIe siècle, des chanoines augustins qui occupent la basilique comme collégiale ferment les nefs par des murs, au niveau du début de l'ancien chœur. Au début du XVIIIe siècle ils font reconstruire une petite abside au bout du transept.
En 1793, la Convention nationale réquisitionne une cloche de la basilique datant de 1621 à titre de bien national. Elle est vendue et sert depuis lors le temple de La Chaux.
Après la Révolution française, d'autres travaux sont entrepris dans la basilique. Le sol est surélevé d'environ un mètre pour mettre le sol de l'église au niveau de la place sur laquelle elle s'ouvre. La toiture des collatéraux est également rehaussée, afin de supporter le poids d'une nouvelle charpente et des tuiles, mais ce faisant une dizaine de baies hautes sont obturées.

## Composants chrétiens architecturaux

### Description et identification des chapiteaux romans de la basilique Saint-Andoche
Les chapiteaux de la basilique Saint-Andoche de Saulieu créés au XIIe siècle et restaurés au XIXe siècle, révèlent toutefois la grande qualité d'exécution des sculpteurs et imagiers du XIIe siècle. Entre terre et ciel, ces chapiteaux étaient la manifestation matérielle de la quête de spiritualité des fidèles de l'époque ; ils faisaient véritablement communiquer le monde céleste et le monde terrestre,,,. Tout en témoignant de la pensée médiévale, féodale et romaine, ils sont emblématiques de la mise en valeur du patrimoine culturel classé aux Monuments Historiques de France et entretiennent entre eux des liens dans l'espace interne de la basilique,,,.

#### Les chapiteaux historiés
Les chapiteaux historiés de la basilique peuvent être répartis en deux catégories : ceux de l'Ancien Testament et ceux du Nouveau Testament. Parmi les chapiteaux historiés de l'Ancien Testament, nous trouvons, dans la partie Nord de l'édifice, l'épisode de Balaam sur son ânesse.
Parmi les chapiteaux historiés tirés du Nouveau Testament, nous trouvons, dans la partie Nord de la basilique la Tentation du Christ (en référence aux évangiles de Mc 1, 12-13 et Lc 4, 1-13) et, dans la partie Sud la Fuite en Égypte (Matt. 2, 13-15 ). Dans la partie Sud également se trouve La Pendaison de Judas (en référence à Matt. 27, 3-6) : Judas est pendu par le démon Lucifer qui tire la corde de sa pendaison, mais il ne semble pas mort pour autant, puisque ses yeux et sa bouche sont ouverts, comme s'il poussait des cris.
La dernière figuration historiée est la Résurrection du Christ (en référence à Matt. 28, 1-14 ; Mc 16, 1-8 ; Lc 24, 1-11 ; Jn 20, 1-11 et 18). Une fois le corps du Christ mort, il ressuscite spirituellement et sort de son tombeau. Les bras levés, regardant les femmes réparties autour de lui, les paumes des mains tournées, le Christ annonce « Noli me tangere » (« Ne me touchez pas »). Trois femmes seraient représentées : Marie Madeleine, Marie, ainsi qu'une autre, mais dans deux phases successives. Elles se rendent, dans un premier temps au tombeau en constatant qu'il est vide, en raison de la résurrection du Christ, et vont ensuite annoncer la bonne nouvelle, comme leur demande l'ange situé au-dessus d'elles.

#### Les chapiteaux animaliers ou bestiaires
Les chapiteaux, animaliers ou bestiaires, s'intercalent entre les scènes historiées avec lesquelles ils fonctionnent. Nous trouvons dans la basilique des chouettes accompagnées de décors végétaux. Elles sont au nombre de trois : l'une, sur le côté, ferme les yeux, une autre, au centre, garde les yeux ouverts, et la suivante fait de même que la première. Nous trouvons également une scène pastorale, aussi appelée musique profane, avec une tête d'ours en haut de la composition, une tête de lion en bas de celle-ci, dont des rinceaux de feuillages sortent de sa bouche, et forment le cadre de la scène. Dans la composition un berger joue d'une sorte de corne, et trois petits animaux dansent. Les chapiteaux suivants présentent une dualité animalière, comme le combat de coqs où la composition peut être divisée en deux parties avec, d'un côté, le bien et, de l'autre, le mal.
Quant aux personnages en coin, propriétaires des coqs, l'un gagne et l'autre est vaincu. Deux lions sont aussi présents et semblent jaillir d'un bouquet d'acanthes ; des aigles se tiennent debout, accrochés à l'astragale par leurs griffes, les ailes déployées, se penchant comme pour regarder le spectateur qui se situe en bas, sur terre ; des ours, ou sangliers, combattant au centre de la composition la gueule ouverte, accompagnés de leurs dresseurs. Des animaux imaginaires sont également présents tels les vouivres ou dragons qui renvoient à la mythologie locale, à l'image que pouvaient se donner les hommes des enfers et, du monde souterrain. Face à face, elles s'échangent un baiser, acte de leur reproduction, après lequel la femelle dévorait le mâle,. Et nous sommes pour finir, en présence d'un sagittaire, ou centaure qui est en train de tendre son arc muni de sa flèche,,,.

#### Les chapiteaux floraux
Les chapiteaux de la basilique témoignent aussi de l'ornementation florale locale du Morvan, ou davantage d'Orient, avec des crosses de fougère, des chardons, des fleurs de lotus, de l'aulne, de l'arum, ou de l'acanthe. Ces chapiteaux ne sont pas dépourvus de significations, et rythment l'ensemble architectural imagé.

### Le portail
Le portail fut entièrement détruit lors de la Révolution française en 1789, comme en témoigne Viollet-le-Duc dans son rapport sur l'église, en 1845. Réalisée par le sculpteur Creusot, sa restauration date du XIXe siècle. Elle a consisté à reconstituer les six colonnes ainsi que les statues également présentes à l'entrée de la basilique. Le tympan du portail révèle une iconographie chrétienne : un Christ en majesté, inscrit dans une mandorle, ici portée par quatre anges, est assis sur son trône, exécutant le geste de bénédiction de la main droite et tenant à gauche un livre ouvert appuyé sur son genou. Aux côtés des anges soutenant la mandorle, sont figurés les animaux emblématiques des quatre évangélistes : à gauche du Christ, l'aigle de saint Jean et le taureau de saint Luc, puis, à droite du Christ, le lion de saint Marc et l'ange ailé de saint Matthieu. Toutes ces figures sont encadrées par un ange agenouillé portant un chandelier aux deux extrémités du tympan.

### Le chœur
Le premier chœur purement roman de la basilique fut complètement détruit durant la Guerre de Cent Ans. Un second chœur, cette fois-ci gothique, fut alors reconstruit, mais un incendie du début du XVIIIe siècle le détruisit entièrement. Le chœur actuel date de 1704. Architecturalement, il possède deux travées droites, un chevet à trois pans, une voûte en berceau plein cintre, des demi-colonnes engagées avec des bagues moulurées au niveau du triforium de la nef, ainsi que de grandes baies.
Ce chœur est décoré de stalles en bois de chêne sculpté réparties sur deux étages. Datées de la fin du XIVe siècle, elles sont au nombre de 56, et furent produites après la première destruction du chœur roman de la basilique. Financées par le chapitre, elles sont achevées aux alentours de 1388. Lors du second incendie, et pour la reconstruction du chœur en 1704, les chanoines souhaitèrent que toutes les stalles soient replacées selon leur contexte d'origine. Lors de leur ré-installation cette même année, elles furent quelque peu dégradées, et en 1789, lors de la Révolution Française, toutes les fleurs de lys qui y étaient figurées furent grattées. Des restaurations furent entreprises en 1964 et changèrent leur aspect initial. Aujourd'hui, 24 stalles installées dans la partie la plus basse, et 32 stalles dans la partie supérieure du chœur peuvent être recensées. Dans le fond, aux côtés de l'armoire des reliques, deux stalles sculptées prennent place, l’une figurant L'Annonciation au sud, l'autre la Fuite en Égypte au nord.

### Les chapelles
Dans la continuité des bas-côtés nord et sud de la basilique Saint-Andoche, sont élevées deux chapelles. La chapelle de la Vierge, restaurée au XIXe siècle, est entièrement polychrome. Une baie en plein cintre située au nord est ornée d'un vitrail représentant une Annonciation, datée du XIXe siècle, tout comme celui prenant place à l'est et figurant une Vierge à l'Enfant. La deuxième chapelle est celle de Saint-Joseph, au sud. Très simple, elle est ornée d'une baie à l'est qui contient un vitrail représentant la Sainte Famille.
D'autres chapelles latérales furent ajoutées au sein de la basilique, au nord et au sud de ses bas-côtés, du XVe siècle au XVIe siècle. Au nord, au niveau de la quatrième travée du bas-côté, se trouve la chapelle des fonts baptismaux. Construite au XVIe siècle, elle est couverte d'une voûte en berceau. En son centre, prend place une cuve baptismale. Dans son mur de droite, une niche creusée dans la pierre abrite une reproduction fidèle de l'Évangéliaire de Charlemagne. La deuxième chapelle de ce bas-côté est celle dédiée à Saint-Georges. Fondée en 1427 par l'évêque d'Autun Frédéric de Grancey, elle est désignée comme une chapelle de prière abritant le Saint-Sacrement. Elle est richement ornée de statues en bois polychrome, ainsi que d'un tabernacle en bois peint. Cette chapelle, dotée de croisées d'ogives, témoigne de l'arrivée du renouveau architectural et du goût pour le gothique. Elle est éclairée au nord par une baie ornée d'un vitrail représentant le mythe de Saint-Georges terrassant le dragon.
Dans le bas-côté sud, la première chapelle au niveau de la quatrième travée est celle de Saint-Crépin, appelée de nos jours chapelle Sainte-Anne. Datant du XVIe siècle, elle atteste de l'arrivée du gothique avec la présence d'une voûte de style flamboyant, caractérisée par ses liernes et tiercerons. Sur son mur sud, se trouve une baie figurant un vitrail du XIXe siècle illustrant la Présentation de Marie au Temple. La chapelle suivante de ce bas-côté fut fondée par le Cardinal Rolin à la fin du XVe siècle. Des boiseries du XVIIIe siècle ornent ses murs, et elle se trouve éclairée au sud par une fenêtre à deux meneaux, dont les verres sont colorés. La dernière chapelle est celle de Notre-Dame-de-la-Pitié, fondée en 1482 par le seigneur Hugues Clugny de Conforgien. Les armes de celui-ci aux coins de la chapelle attestent de sa puissance. Elle est architecturée selon des voûtes d'arêtes sans nervure, et une large fenêtre en arc brisé occupe un de ses murs,.

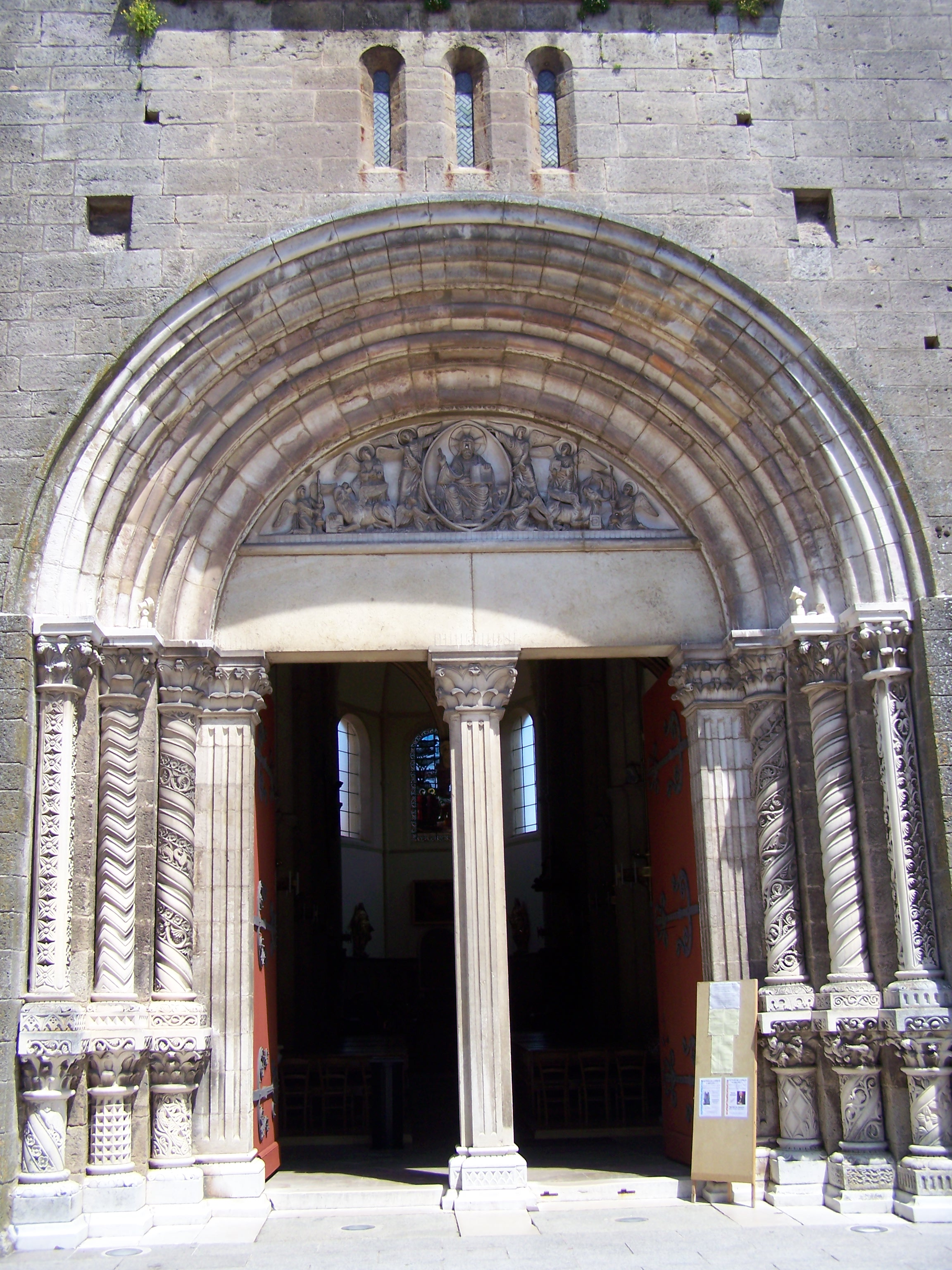
Le portail et le tympan de la basilique.
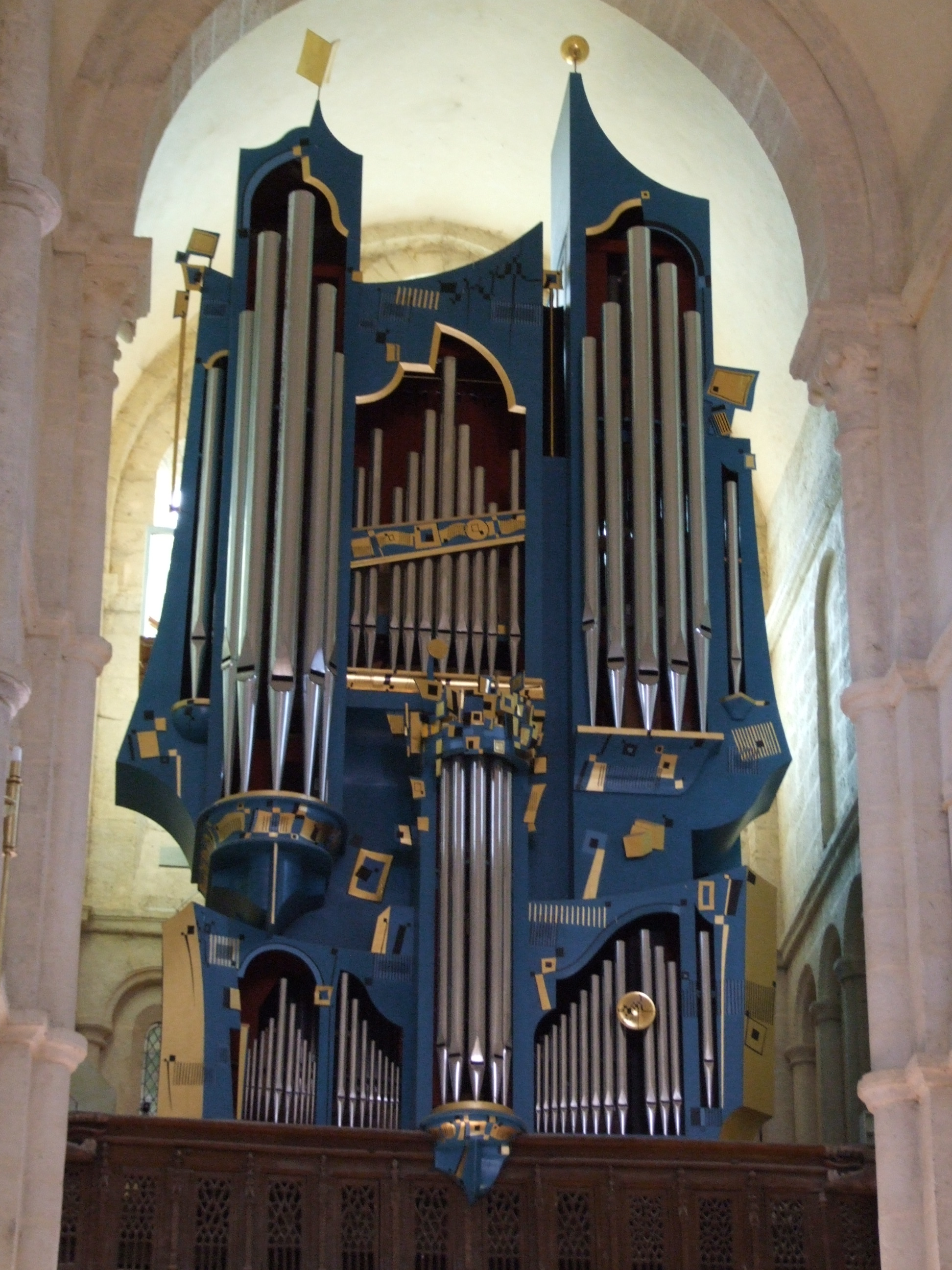
L'orgue de la basilique.
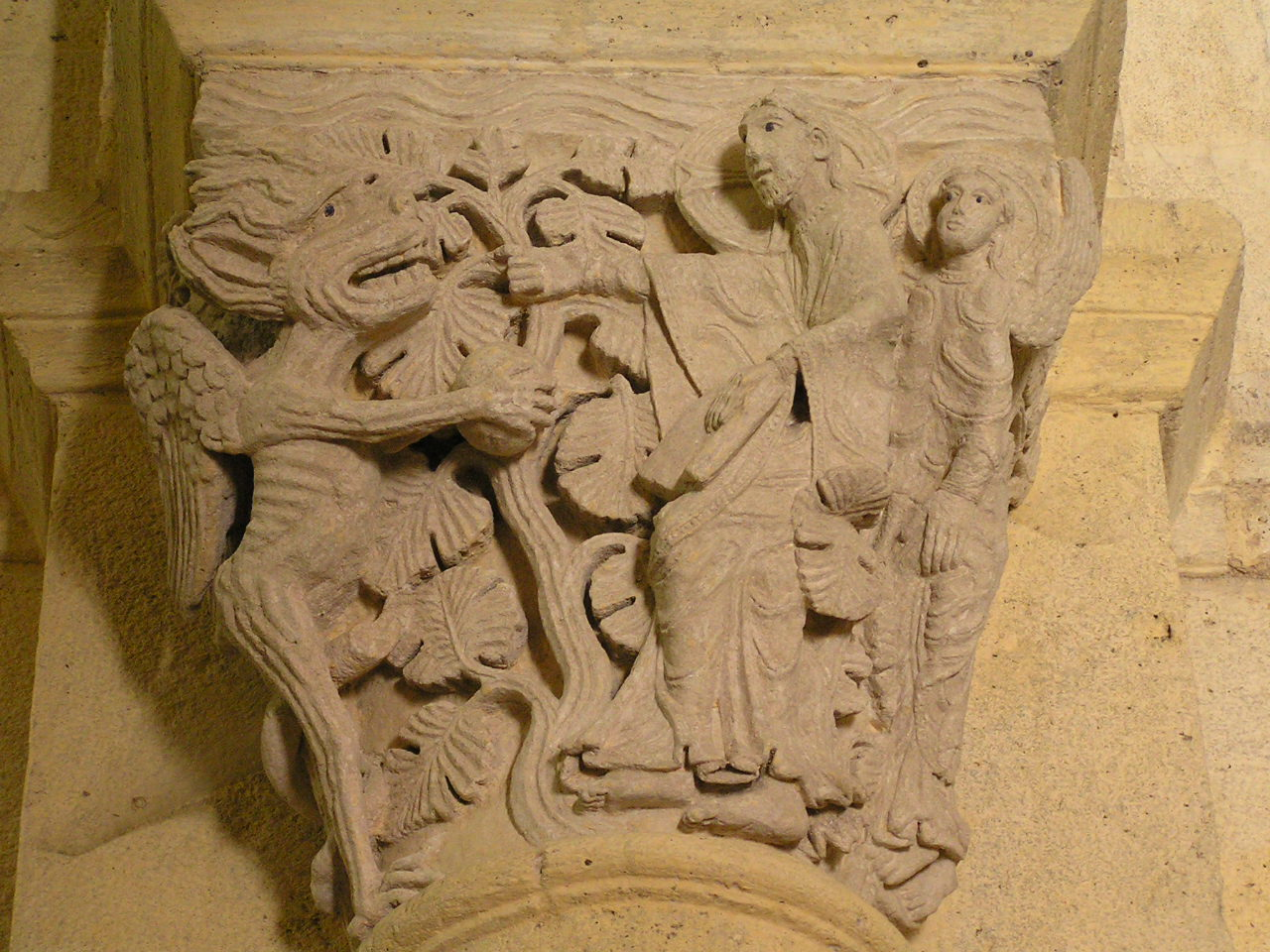
Détail d'un des chapiteaux.

## Valorisation et conservation du patrimoine historique et culturel du site

### La chapelle de la Vierge
Elle a entièrement été restaurée au cours du XIXe siècle. Sa polychromie atteste bien la volonté de l'époque de restaurer le patrimoine et sa remise en état fut permise par des restes de couleurs retrouvés sur ses murs et sur ses chapiteaux.

### L'orgue
Placé sur la tribune de l'édifice, juste au-dessus de l'entrée, l'orgue en chêne n'est pas d'origine. En 1668, le curé de Thorey sous Charny reçoit un mandat afin d'acheter un petit orgue qui sera placé dans le jubé de la basilique. Puis, en 1674, les chanoines de l'église désireux d'un orgue beaucoup plus grand commandent au facteur organiste Claude Fauvernier un nouveau, qui sera achevé en 1676, comme en témoignent des plans de Auguste Caristie. À la suite de sa disparition durant la Révolution, c'est seulement en 1860 qu'un autre orgue est commandé. En 1980, un grand projet aboutit et marque l'apogée de l'instrument. Le conseil général de la Côte-d'Or, ainsi que le conseil régional de Bourgogne décident en effet de mener une campagne de restauration et de mise en valeur des orgues de la région, et donc de revaloriser le patrimoine des églises présentes en Bourgogne.
Il est décidé de produire une réalisation purement contemporaine, qui restaurerait ou remplacerait l'orgue déjà existant. La même année, le plasticien Pierre Sibieude remporte le concours lancé par les Monuments historiques de France concernant l'exécution du buffet d'orgue. Très riche en polychromie, ce buffet est densément décoré, et fait preuve d'un modernisme qui ne heurte toutefois pas le regard au sein d'un édifice aux origines du XIIe siècle. Achevé en 2003, il est l'un des instruments de musique les plus novateurs de Bourgogne, tant au niveau visuel que sonore. Cet orgue possède trois claviers, ainsi qu'un pédalier qui lui permettent de faire vibrer plus de deux mille tuyaux répartis sur trois étages. Les tuyaux de l'orgue sont conçus dans divers matériaux : alliage étain-plomb, bois. L'orgue est coloré de bleu, d'or et de rouge, et des éléments viennent embellir la structure externe telle une sphère, un livre et une partition de chants grégoriens.

### Le sarcophage de saint Andoche
Le sarcophage mérovingien de saint Andoche est placé sous un autel en marbre, sculpté en 1950 par un artiste bourguignon, Albert David. Cet autel rappelle l'importance du tombeau situé juste en dessous, puisque ses deux piliers antérieurs présentent d'un côté saint Thyrse et, de l'autre saint Félix. En 1958, il fut consacré par le chanoine Félix Kir. Le tombeau fut retrouvé détruit, sectionné en deux, et démantelé. Une reconstitution fut alors effectuée en 1848, avec le peu de restes de fragments du tombeau authentique qui ont pu parvenir au marbrier Marion de Saulieu. Ce monument très massif, est arrondi en demi cercles à ses extrémités supérieures, et nous remarquons que les fragments d'origine sont d'une couleur beaucoup plus foncée que le marbre récent du sarcophage, refait au XIXe siècle. Ce tombeau ne mesurait que 1,70 m de long, 0,45 m de large, et sa cuve était de 0,51 m de haut.
Se trouvaient dedans, selon les hypothèses formulées, les corps des trois martyrs de la ville, saint Andoche, saint Félix et saint Thyrse qui y furent inhumés, ce qui paraît assez peu probable en raison de la petite taille du monument. Il semblerait qu'une partie des fragments retrouvés datent de la période mérovingienne. La frise de pampres et de raisins surmontant la cuve était des motifs fréquents durant l'époque mérovingienne : un chrisme latinisé, symbole chrétien formé de deux lettres grecques (X et P) ; une colombe allant en direction d'une croix ancrée sur l'extrémité gauche de la paroi antérieure ; des cercles entrecroisés,.

### Les reliques
Nous ne savons pas exactement quand ni comment, les corps de Thyrse, Andoche et Félix arrivèrent dans la basilique. Il est dit que les restes de saint Andoche furent mis à part, enfermés dans un reliquaire haut de quatre pieds, en forme de buste d'argent décoré de pierres précieuses. Tout le reste des reliques fut, semble-t-il, mis dans un coffre en bois de chêne. En 1675, à la demande de Monseigneur Gabriel de Roquette, évêque d'Autun, une châsse reliquaire en bois de cèdre fut confectionnée afin de remplacer le coffre en chêne dans lequel prenaient place les reliques de saint Andoche.
Elle est aujourd'hui placée au fond du chœur de la basilique, dans une petite armoire en bois fermée à clé, entre deux autres reliquaires davantage esthétisés, en forme de chapelles gothiques, commandées en 1868 par le curé de Saulieu, Monsieur Thibet. Le reliquaire initial dans lequel toutes les reliques de saint Andoche prenaient place fut retiré de la basilique en 1793. Son contenu fut alors préservé par le curé de l'époque, le Père Garreau, qui demanda la garde des reliques, les conserva dans le fond de l'église, et apposa son sceau sur le ruban qui les enveloppait. Seraient présents dans le petit reliquaire en bois quelques reliques de saint Andoche, comme deux dents molaires provenant de sa mâchoire, ainsi que trois morceaux d'os. Dans le massif reliquaire architecturé en cuivre se trouveraient une relique de saint Symphorien, ainsi qu'une vertèbre de saint Andoche. Dans l'autre qui lui est similaire, serait présent le crâne de saint Andoche, qui serait légèrement enfoncé, et dont il resterait, à sa mâchoire supérieure du côté gauche, deux dents.

### L'évangéliaire de Charlemagne
L'original de l'Évangéliaire de Charlemagne étant exposé au musée François-Pompon de Saulieu, c'est une copie effectuée par les ateliers du musée du Louvre qui est aujourd'hui exposée dans la basilique, dans la chapelle des fonts baptismaux. Deux autres exemplaires sont connus : l'un se trouve à Erevan, en Arménie, et l'autre à Paris, à la Bibliothèque nationale (BnF). Les deux faces de l'évangéliaire sont produites en bois de hêtre, incrusté de plaques d'ivoire, sculptées en Bas-reliefs. Sur la face antérieure, le Christ est figuré nimbé, assis sur un trône, tenant dans sa main gauche le livre de la Loi. Deux personnages l'entourent : saint Paul à sa droite bénissant de sa main, et saint Pierre à sa gauche. Sur l'autre face du manuscrit, la Vierge en majesté est représentée. Elle est encadrée par les archanges saint Michel à sa droite et saint Gabriel à sa gauche, levant tous deux la main en signe d'adoration.
Dans ses bras, l'enfant Jésus qui bénit de la main droite, et tient un rouleau de l'évangile dans sa main gauche.
À l'intérieur de cet évangéliaire, un texte manuscrit, daté du XIIe siècle, qui serait postérieur à l'enveloppe artistique qui le protège et le décore. L'évangéliaire manifeste une grande qualité d'exécution, comme le montre notamment l'encadrement des plaques d'ivoire sur les faces, constitué de feuilles d'argent très minces reflétant des reliefs de guirlandes de fleurs et de feuillages. Cet évangéliaire est d'ailleurs classé aux Monuments historiques de France, tout comme l'édifice qui abrite sa copie. Il est dit que les deux plaques d'ivoire qui le constituent auraient été offertes par Charlemagne au fondateur de l'église. Cependant, ces plaques auraient été réalisées bien avant que Charlemagne n'en fasse don : la technique de sculpture dans l'ivoire permet de les dater aux environs de la fin du VIe siècle, début du VIIe siècle. Nous ne savons alors véritablement pas comment l'évangéliaire est parvenu jusqu'à la ville de Saulieu, cependant nous savons que, durant la période révolutionnaire, il n'a subi aucun dommage, et resta conservé dans la basilique jusqu'en 1810,.

## Protection
Cette basilique fait l’objet d'un classement au titre des monuments historiques par la liste de 1840.

## Événements
Le neuvième centenaire de la basilique Saint-Andoche a été officiellement célébré en 2019.